# Palazzo Galatti
Palazzo Galatti, comunemente chiamato palazzo della Provincia, è un palazzo ottocentesco di Trieste, situato nel centro della città, in piazza Vittorio Veneto, ma ha accessi anche dalle vie Roma, Galatti e della Geppa. L'edificio è costituito da tre piani fuori terra.
Fino al 30 settembre 2017, data di soppressione dell'ente, è stato la sede legale e la più importante sede operativa della Provincia di Trieste. In seguito all'attuazione della L.R. 26/2014 Riordino del sistema Regione - Autonomie Locali nel Friuli Venezia Giulia. Ordinamento delle Unioni territoriali intercomunali e riallocazione di funzioni amministrative, l'immobile è passato alla Regione Autonoma Friuli Venezia Giulia e attualmente ospita gli uffici della Presidenza, dei Servizi e Politiche Sociali e dell'Edilizia Scolastica Superiore dell'Ente di decentramento regionale di Trieste.